# Apogon smithi
Apogon smithi är en fiskart som först beskrevs av Kotthaus, 1970.  Apogon smithi ingår i släktet Apogon och familjen Apogonidae. Inga underarter finns listade i Catalogue of Life.